# 新潟電力
新潟電力株式会社（にいがたでんりょく かぶしきがいしゃ）は、明治末期から昭和戦前期にかけて存在した日本の電力会社である。新潟県新潟市を本拠とした電力会社の一つ。
1907年（明治40年）に新潟水力電気株式会社（にいがたすいりょくでんき）の社名で設立され、1909年（明治42年）に開業した。新潟電力への社名変更は1930年（昭和5年）のことで、同じく新潟市を本拠とする新潟電気（旧・新潟水電）との合併に伴う。最盛期には新潟県下越地方の大部分と中越地方北部、福島県会津地方の一部を供給区域とした。
1942年（昭和17年）、電力国家管理の強化に伴い日本発送電と東北配電（東北電力の前身）に設備を出資して解散した。

## 概要
新潟電力株式会社は、1907年（明治40年）から1942年（昭和17年）までの35年間にわたり新潟県新潟市に存在した電力会社である。ただし設立から1930年（昭和5年）の改称までは「新潟水力電気株式会社」という社名であり、この社名を称した期間の方が長い。
新潟水力電気は阿賀野川水系早出川での水力発電計画を起業の起源とする。発起人は長岡市にあった石油会社宝田石油の関係者と、県内第一号の電気事業者新潟電灯（1896 - 1909年）の旧経営陣が中心で、1907年6月会社設立に至る。発電所完成により1909年（明治42年）3月に開業し、発電所のある新潟県下越地方のうち五泉・新津・新潟市、中越地方北部のうち加茂・三条・見附・栃尾といった地域で順次供給を始めた。このうち新潟市内は新潟電灯の事業を引き継いだ新潟水電（1907年設立・1920年新潟電気へ改組）と供給区域が重複する形となり、同社との間には動力用電力市場をめぐって競争が生じた。
1910年代半ばより自社の電源開発が停滞し購入電力への依存度を高めたが、1920年代に入ると阿賀野川水系実川での発電所建設を推進し、事業統合により福島県会津地方にも発電所を取得した。1929年（昭和4年）、競合会社の新潟電気が大手電力会社東邦電力の傘下に入る。これを機に新潟水力電気と新潟電気の間で合併交渉が進展し、1930年1月に新潟水力電気が新潟電気を合併する形で合同が実現した。合併に伴い同年2月より新潟水力電気は社名を新潟電力へと改めている。この合同で電源に阿賀野川（大川）の大型発電所などが加わり、供給区域は下越地方の大部分と会津地方の一部にも拡大した。
1938年（昭和13年）には会津地方を流れる阿賀野川水系伊南川に出力2万キロワット超の大規模発電所を新設。さらに1940年（昭和15年）にかけて会津地方の小規模事業者と下越地方北部に残る村上水電を統合した。しかしながら最盛期は長続きせず、電力国家管理政策の強化に伴って1941年（昭和16年）に発送電事業を担う国策会社日本発送電に対し一部設備を、国策配電会社東北配電に対し残余設備をそれぞれ出資するよう国から命ぜられる。翌1942年4月に両社への出資が実行に移され、事業を失った新潟電力は同年5月に解散した。
旧新潟電力の供給区域や設備は、太平洋戦争後の1951年（昭和26年）5月に実施の電気事業再編成で基本的に東北電力へと継承されたが、福島県内の発電所1か所のみ東京電力へと引き継がれている。

## 沿革：新潟水力電気時代

### 新潟電灯の社内対立
1898年（明治31年）3月、新潟県下で第一号の電気事業者として新潟市に新潟電灯株式会社が開業した。同社の電源は小規模な火力発電であり、発電所は市内白山浦にある本社隣接地に置かれた。1900年（明治33年）には古志郡長岡町（現・長岡市）でも火力発電による個人経営の電気事業が開業し、新潟県には火力発電による電気事業者が2つ並ぶ形となった。
他方で、火力発電が先行した県内の動きに反し周辺地域では水力発電が盛んであった。特に1899年（明治32年）6月に福島県郡山市で開業した郡山絹糸紡績（東部電力の前身）は、安積疏水の発電所から当時の国内最高電圧にあたる11キロボルト（1万1000ボルト）という送電電圧をもって郡山市街まで24キロメートルに及ぶ長距離送電を行った。こうした長距離高圧送電の実用化により、水力発電の適地が近隣にない都市でも水力発電の採用が広がっていく。新潟県下ではまず山口権三郎が信濃川での水力発電を志し、山口の死後事業を引き継いだ北越水力電気組（後の北越水力電気）が1904年（明治37年）12月に塩殿発電所を完成させ、長岡や小千谷での供給を始めた。次いで1906年（明治39年）6月には中頸城郡高田町（現・上越市）の上越電気が関川の水力発電所を電源とする電気事業の許可を得た（翌年開業）。
県内外で水力発電が拡がりをみせる中、火力発電で営業する新潟電灯社内でも水力発電計画が検討されるようになった。その主導者は取締役の一人中野平弥（県下の大地主・鉄工所経営）である。中野は新潟市内から40キロメートル以内の適地を探求した結果、北蒲原郡笹岡村（現・阿賀野市）を流れる阿賀野川水系大荒川での水力発電を企画し、1905年（明治38年）になって具体的計画を会社に対して提案した。同じ頃、社外でも日露戦争後の好景気に乗じた起業の動きがあり、木村松二郎（長岡市）ら石油事業で財を成した実業家により中蒲原郡川内村（現・五泉市）を流れる阿賀野川水系早出川での水力発電が企画された。
こうして新潟周辺では短期間に2つの水力発電計画案が出現したのであるが、このことで新潟電灯社内に深刻な対立が生じた。中野平弥は自身の調査にかかる大荒川の計画を主張したが、それ以外の役員は早出川での計画を未完成のうちに新潟電灯で買収する方が有利であると主張したのである。路線対立の末、1906年11月、社長の鈴木長八（回漕業）を含む中野平弥以外の全役員が辞任する事態となった。新潟電灯に残った中野は自ら社長となり、大荒川での水力発電計画を推進して翌1907年（明治40年）11月には資本金30万円で新会社・新潟水電を立ち上げた。

### 新潟水力電気の設立
新潟電灯社内が揺れる中、早出川での水力発電計画は木村松二郎らから清水常作ら宝田石油（長岡市）関係者に引き継がれており、1906年10月27日に清水ほか6名の名義で改めて水利権の出願がなされた。清水らは同年12月27日に逓信省に対し「新潟水力電気株式会社」の電気事業経営許可も申請している。水利権は翌1907年1月14日付で許可され、事業許可は中野平弥主宰の新潟水電と競合したものの5月22日付で下りた。新潟水力電気が当初供給区域として許可を得た地域は以下の通りである。
- 新潟市
- 中蒲原郡沼垂町・亀田町・新津町（現・新潟市）
- 中蒲原郡五泉町・村松町（現・五泉市）
- 南蒲原郡加茂町（現・加茂市）
- 南蒲原郡三条町・本成寺村（現・三条市）
- 南蒲原郡見附町・今町（現・見附市）
- 南蒲原郡中之島村（現・長岡市）
  - これらのうち新潟市内と沼垂町（1914年新潟市に編入）は新潟電灯とそれを引き継ぐ予定の新潟水電に優先権が認められたため、新潟水力電気側は電灯・電力供給区域ではなく電力供給区域の扱いとして許可されている[13]。そのため同地で電灯供給を行う場合は1邸宅または1構内につき2000ワット以下の供給は不可という制限が付された（電灯以外の目的で電気を使用する場合は無制限）[13]。

起業目論見書に記された新潟水力電気の発起人は計35名からなる。長岡の宝田石油関係からは清水常作・渡辺六松（ともに大株主）や山田又七（社長）、渡辺藤吉（専務取締役）が発起人に参加。また清水らが県内有力者のほか石油取引を通じて親交のあった東京・名古屋・大阪の実業家にも起業への参加を呼びかけたことから、大阪の才賀藤吉（才賀電機商会代表）・岩下清周、東京の鈴木久五郎など県外の人物も多く名を連ねた。さらに社内対立で新潟電灯から去った鈴木長八らも中野平弥に対抗する目的で新潟水力電気の起業に合流し、旧役員のうち鈴木のほか小出喜七郎（新潟の洋物商）と斎藤喜十郎（新潟商業銀行専務）が発起人となっている。資本金は150万円に設定され、総株数3万株のうち2万2000株は発起人で引き受けるものとされた（残り8000株の株主は公募）。
電気事業経営許可と株式の第1回払込の完了をうけて、1907年6月21日、長岡市内の商業会議所建物にて新潟水力電気の創立総会が開催された。総会にて選ばれた役員は取締役が鈴木長八・清水常作・小出喜七郎・渡辺藤吉・才賀藤吉・松尾平次郎（大阪）・山内芳三郎（名古屋）の7名、監査役が斎藤喜十郎ほか3名である。その中から初代社長に鈴木、専務に清水が就いている。設立準備段階での創立事務所は長岡市内の清水常作邸に置かれていたが、発足に際し本社は新潟市上大川前通十番地に構えた。

### 開業と経営陣の交代

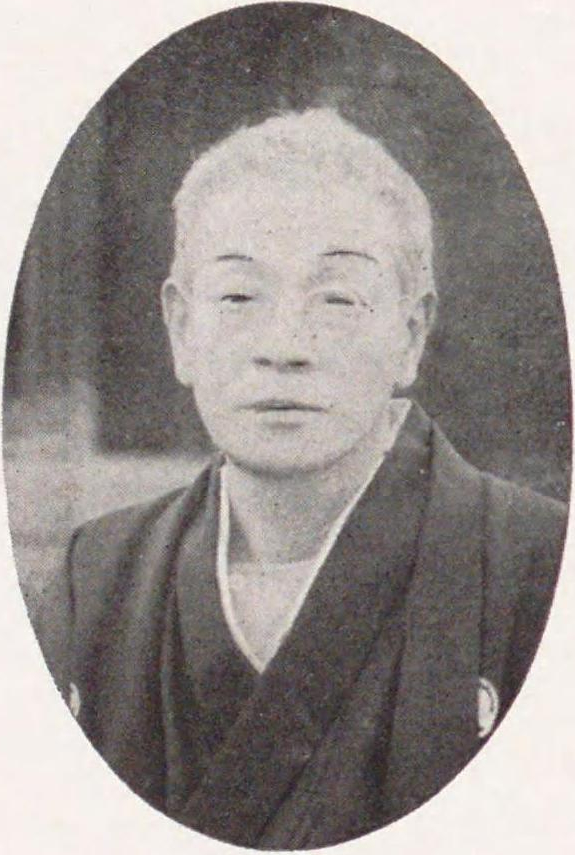
第2代社長白勢春三

設立2か月後の1907年8月、新潟水力電気では早出川にて第一発電所の工事に着手した。11月からは沼垂・亀田・新津・五泉・村松の5町に申込所を設けて電灯・電力供給の勧誘と予約募集を始めた。2年後の1909年（明治42年）3月、第一発電所が落成する。同発電所は出力500キロワットで、中蒲原郡川内村大字小面谷（現・五泉市小面谷）に立地した。一方、変電所は五泉・新津・沼垂の3か所に配置している。これら施設の完成をうけて、逓信省の検査が完了した1909年3月4日より試験点灯を開始。そして3月11日より試験点灯から営業に移行した。
開業とともに配電が始まった地域は中蒲原郡新津町・五泉町・村松町の3町で、開業時は467戸の需要家に対し1711灯の電灯を点灯した（動力用電力の供給は未開業）。1909年5月からは電力供給区域である新潟市内と沼垂町での供給も開始。さらに7月から順次新津油田（金津油田・小口油田）へ電力供給を始め、12月からは亀田町でも配電した。12月末時点での電灯点灯数は3710灯、動力用電力供給は電動機83台・計356馬力（約265キロワット）であった。電力利用は石油鉱業向けが過半を占め、他に精米業や製材業、鉄工業などで利用された。その後も新津油田を中心に電力供給の申込みが相次いだことから供給力増加が必要となり、1911年（明治44年）より早出川支流の杉川に第二発電所（出力400キロワット）を起工した。場所は中蒲原郡川内村大字下杉川（現・五泉市下杉川）である。
加茂・三条方面に対しては第二発電所の完成を待って配電する予定であったが、早期供給の要望に応え、従来使用していた炭素線電球（発光部分に炭素線を用いる白熱電球）を消費電力の少ない金属線電球（発光部分に金属線を用いる白熱電球）に切り替え供給余力を捻出することで、予定を早めて1911年11月より供給を始めた。第二発電所は翌1912年（明治45年）5月に完成、さらに翌1913年（大正2年）9月には沼垂火力発電所（出力500キロワット）を追加して需要増加に応じた。発電力充実を機に供給を南へと広げ、1912年6月より南蒲原郡見附町・今町と古志郡栃尾町（後の栃尾市）、1914年（大正3年）1月より三島郡与板町での供給をそれぞれ始めている。順調な需要増加により、同年末時点では電灯点灯数1万8754灯・動力用電力供給1510馬力（約1126キロワット）を数えた。
このように開業後の成績は良好であったが、初期の新潟水力電気は資金調達が景気変動に左右されるという問題を抱えた。これは株主に石油鉱業家が多かったことによる。特に1909年5月の第2回株式払込の際には払込不能の株主が多く発生し、3万株のうち6千株余りが失権株となってしまった。この失権株の整理に地元有力者の応援を求めたことから、これを契機として県外株主の退出と株式の県内回帰が進んでいく。大株主の異動を反映して才賀藤吉ら県外役員が退出した結果、1913年1月、地元の白勢春三（新潟銀行専務）と鍵富三作（県下の大地主で新潟銀行取締役）が取締役に就任する。1912年（大正元年）11月に専務の清水常作が死去し、次いで1914年5月に社長の鈴木長八も辞任すると、白勢春三を社長とする新体制が発足した。

### 新潟水電との競争
新潟水力電気の開業と同時期、中野平弥が主宰する新潟水電も開業した。同社は1909年3月に新潟電灯の事業を継承した上で、5月13日より大荒川発電所（出力443キロワット）から新潟市内と沼垂町への供給を開始。あわせて旧新潟電灯時代には未開業であった動力用電力供給も開始している。
新潟水力電気の新潟進出に対し、新潟水電では水力発電所が完成し次第料金を引き下げること、新潟水力電気から電灯供給を受ける場合には2000ワット（10燭灯60灯相当）超の取付けが必要な上に自家用電灯扱いになり手続きが煩雑になることを告知して需要家の流出防止に努めた。それでも新潟水力電気では開業までの間に新潟市において約300馬力、沼垂町において約200馬力の電力供給予約を集めたという。そのため新潟水力電気が開業すると新潟市・沼垂町では需要家争奪戦が勃発、市内では至る所で道路の両側に両社の配電線が対峙する形となる。需要家に対しては規定以下の料金での供給が行われ、昼間専用の供給であるはずのところに昼夜間の送電をなしたり、器具の表示灯に余分な電灯を添えたりすることもあったという。1913年には新潟水電側が需要家に動力使用組合を組織させ、引き留めのため様々な特典を与えるようになった。1916年（大正5年）2月になると新潟水力電気側も同様の組合を組織させて規定の半額での電力供給を始めた。
後述のように、新潟水力電気側では1910年代半ば以降新規発電所を建設できず、しばらく発電力は水力900キロワット・火力500キロワットで固定された。他方、新潟水電では1915年（大正4年）9月に出力1900キロワットの飯豊川第一発電所を完成させ、発電力を2848キロワット（水力4か所）に引き上げた。飯豊川第一発電所の完成を機に新潟水電は大口電力供給が可能となり、北越板紙（後の北越製紙新潟工場）などへの電力供給を開始し供給成績を大きく伸ばした。新潟市内における電力供給成績は1915年11月末時点で新潟水電が598.5馬力（約446キロワット）、新潟水力電気が413.0馬力（約308キロワット）であったが、この差はその後さらに拡大していき、1918年（大正7年）11月末時点では新潟水電の2587.75馬力（約1930キロワット）に対して新潟水力電気は995.5馬力（約742キロワット）に留まった。
新潟水電と新潟水力電気の競争は新潟市外にも飛び火した。近郊の中蒲原郡亀田町では新潟水力電気が先に供給を始めていたが、1916年上期になって新潟水電も供給を始め、同地にある織布工場への電力供給を新潟水力電気から奪取した。さらに新潟水電は1918年に新潟水力電気の地盤である新津油田への割り込みを図ったが、これは供給認可自体を得られず失敗した。それでも新潟水力電気側は採掘業者と協定して原油相場の上下に随伴する電力料金制を定めて採掘業者に優遇を与えた。
1918年5月、新潟水電を主宰する専務中野平弥が死去した。この直後、新潟県知事が新潟水電と新潟水力電気の両社に対して合同を勧告したが、同年6月新潟水電側が合併を希望しない旨を表明して合同の動きは流れた。さらに翌1919年（大正8年）春から翌年にかけて越後鉄道専務の久須美東馬が合同を斡旋したが、やはり新潟水電側に意思がなく失敗に終わる。1920年（大正9年）11月、新潟水電は資金調達の都合から資本金1000万円の新会社・新潟電気（社長斎藤彦太郎・専務中野四郎太）を立ち上げて事業を新会社へと移した。

### 大戦景気への対応

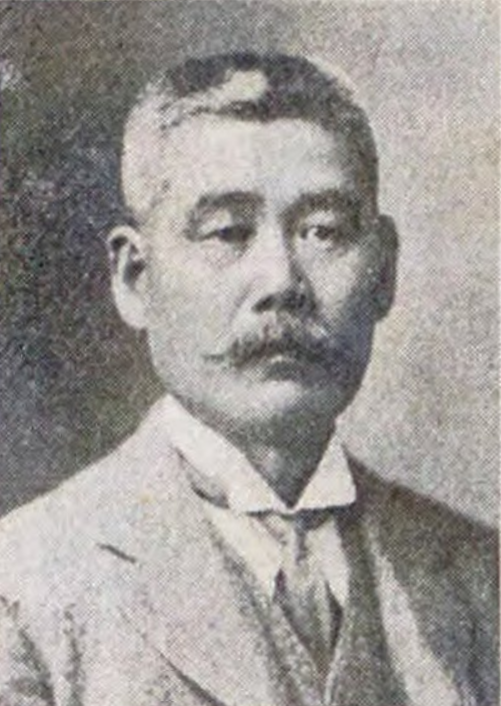
猪苗代水力電気初代専務白石直治

第二発電所と沼垂火力発電所を完成させた後、新潟水力電気では新潟県内各地で水力発電地点の調査研究にあたったが有力な地点を欠いたため、費用・工期を踏まえて自社発電所建設ではなく猪苗代水力電気からの受電によって供給力を増強する方針を立てた。この猪苗代水力電気は福島県を流れる阿賀野川水系日橋川（猪苗代湖が水源）において大型電源開発を進めていた電力会社で、1914年10月より猪苗代第一発電所（出力3万7500キロワット）を運転していた。社長の白勢春三と猪苗代水力電気の専務白石直治が旧知の間柄であったという縁もあり交渉が進められた結果、1914年12月に受電契約が成立する。契約の概要は、新潟水力電気側で受電設備を用意の上、最大2400キロワット（初年度は1000キロワット）を10年間受電する、というものであった。
1914年7月に第一次世界大戦が勃発すると不況が発生し、石油鉱業の不振から1915年上期には電力供給成績が前期比2割減となるという痛手を負った。しかしこの不況は一時的で、間もなく大戦景気が発生すると電灯・電力需要は急伸していく。猪苗代送電線（日橋 - 五泉間・送電電圧55キロボルト）の完成に伴い1916年3月より猪苗代水力電気からの受電が始まると新潟水力電気では電灯・電力の勧誘商戦を展開し、4月末までの1か月半で電灯5280灯・電力235馬力の需要獲得に成功する。その後も供給区域を拡大しつつ供給拡大に努めた。大戦景気期の1918年下期に電灯点灯数は4万灯に到達、大戦初期に一時1000キロワットを下回っていた電力供給は大口供給も含めて4000キロワットを超える規模になっている。
電力需要の中心である石油鉱業に関しては、新津油田に加えて1917年（大正6年）より三条・長岡方面の大面油田や東山油田への供給を開始する。また新津油田では1914年8月に宝田石油と共同で削井機の電動化を試みた。大戦景気期に興隆した化学工業も需要家に加え、1917年3月より加納亜鉛へ600キロワット、翌1918年6月より高田商会大寺製錬所へ1000キロワットの送電を始めた。双方とも亜鉛の電解精錬を行う工場で、前者は福島県耶麻郡加納村（現・喜多方市）、後者は耶麻郡磐梯村（現・磐梯町）にあった。大戦景気期には小口の電力需要も伸長しており、織物業・鉄工業・金属加工業などの中小工場で電動機が普及し、農村においても灌漑・排水用動力として電動機利用が増えていった。
大戦景気期下の1917年12月、全国的な水不足が発生し、水力発電量低下により新潟水力電気管内では特に南部の三条・見附・栃尾方面で停電が頻発するようになった。三条の動力使用組合が主張するところによると、新潟水力電気は亀田・新潟方面への送電を優先し管内への平等な送電を行っていなかったという。三条では金属加工業、見附・栃尾では織物業が盛んであったため停電は産業への影響が大きく、需要家らは会社側に停電時の補償を求めて運動を始めた。中でも三条の動力使用組合は料金不払い運動を行う構えをみせた。1918年3月、会社側から停電が3時間以上に及ぶ場合は電力料金を一部控除するという妥協が出されて停電問題はひとまず解決に向かった。
順調な事業拡大の一方で、社内では問題が相次いだ。一つは資金問題で、猪苗代送電線建設費を日本勧業銀行からの借入れで調達したが不足するため、1915年7月に増資を決定した。増資額は25万円（増資後の資本金は175万円に）に過ぎず、しかも大戦勃発直後の金融事情を踏まえて年率8パーセントの配当を保証する優先株式の発行によるものであったが、それでも株主に引受けを拒む者が多く5000株のうち1200株余りが宙に浮きその処理に時間を要した（増資完了は1916年3月）。次いで1917年上期、元専務清水常作による社名冒用手形の濫発が発覚、訴訟敗訴により手形債務約2万1000円が発生した。これに沼垂火力発電所の廃止・売却による損失も重なったため、同期の決算では約1万7000円の欠損が生じている。その一方、このころには金融市場が安定していたため1917年11月低利社債への借り換えに成功し、支払利息の軽減を実現。業績も改善に向かい、1919年9月、350万円への倍額増資を決定した。

### 電源の充実
第一次世界大戦終結後の1920年春、戦後恐慌が発生する。新潟水力電気管内では電灯の休灯が相次ぎ、化学工業向けの大口供給が消滅するなどの影響はあったものの一時的で、電灯・電力需要ともに増加傾向が続いた。その対応のため、翌1921年（大正10年）3月猪苗代水力電気からの受電高を4000キロワットへと増加。自社発電所建設も再開して同年6月から東蒲原郡豊実村（現・阿賀町豊実）を流れる阿賀野川水系実川の開発に着手した。これらの措置で供給力に余裕が生じたため1921年8月より電灯増設の勧誘商戦を展開した結果、1922年（大正11年）上期に電灯数は10万灯に達している。経営面では1920年代に入ると業績が安定し、初めて年率10パーセントの配当を出せるようになる。増資も円滑に進み、1921年11月には再度の倍額増資を決定して資本金を700万円に引き上げた。
1922年、新潟水力電気では設立以来最初の事業統合として高浪電気株式会社と東北電化株式会社の合併を決定した。合併は同年12月24日株主総会での決議を経て翌1923年（大正12年）5月10日の合併報告総会をもって完了。合併により資本金を55万円増して755万円とした。合併した高浪電気は古志郡東谷村（後の栃尾市）にあった小規模事業者で、川上淳一郎の個人事業として1918年6月に開業。1920年12月25日に資本金10万円をもって高浪電気が設立され、事業が法人化されていた。もう一方の東北電化は1917年3月17日東京に設立され、元は福島県内の郡山・磐梯・小野新町に工場を構えてフェロアロイの製造にあたっていた。東北電化は工場電源として福島県耶麻郡駒形村（現・喜多方市）に日橋川から取水する金川発電所（出力1200キロワット）を1919年10月より運転しており、新潟水力電気では合併により同発電所を引き継いでいる。
1923年4月、実川に建設していた小荒発電所（出力3300キロワット）が完成した。その後も実川開発を続け、1926年（大正15年）1月に下平発電所（出力3192キロワット）、同年10月に赤倉発電所（出力2237キロワット）を相次ぎ完成させる。さらに1928年（昭和3年）5月には新潟市山ノ下に渇水期の補給用兼故障時の応急用として沼垂火力発電所（出力5000キロワット）を新設した。これらの電源開発により自社発電力は水力1万1229キロワット・火力5000キロワットに達し、従来の電源の主力であった受電を上回る規模となった。開発中の1925年（大正14年）6月、建設費調達のため445万円の増資を決議し、資本金を1200万円としている。
1923年4月、受電元の猪苗代水力電気が関東地方地盤の大手電力会社東京電灯に合併された。この東京電灯は、新潟県南部を流れる信濃川水系中津川にて信越電力が開発する中津川第一・第二両発電所（出力計5万7000キロワット）の電力を県内で販売すべく、同年9月に中津川第二発電所から長岡変電所へと至る長岡送電線（送電電圧66キロボルト）を建設する。東京電灯の長岡進出にあわせまず新潟電気が最大3000キロワットの受電を契約。新潟水力電気でも1925年2月になって最大3000キロワットを長岡変電所経由で受電するという契約を締結し、同所から自社の見附変電所へ至る送電線を翌1926年1月に完成させて長岡経由での受電も開始した。1929年（昭和4年）9月の変更時点における東京電灯からの受電は猪苗代第一発電所経由が3000キロワット、長岡変電所経由が2000キロワットである。
1927年（昭和2年）10月25日、新潟水力電気は傍系会社として新潟市内に阿賀川水力電気株式会社を設立した。発起人吉野周太郎ほか20名が1918年に申請していた福島県内を流れる阿賀川（阿賀野川）の水利権が1927年5月に許可されたことに伴う起業である。新潟水力電気では同社の株式6万株（資本金300万円）のうち4万7600株を持っており、専務の白勢量作が同社社長を兼ねた。しかし阿賀川水力電気は開業に至らないまま1929年10月、阿賀川開発を進める東京電灯系の発電会社東信電気に合併された。

### 1920年代の需要開拓

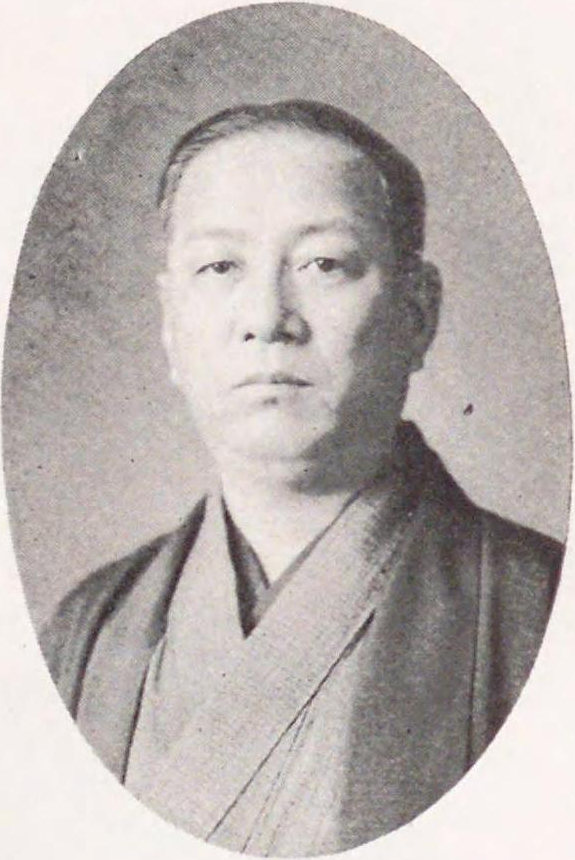
新潟電気専務中野四郎太

新潟市内（旧沼垂町域を含む）と亀田町で供給区域が重複する新潟電気（旧・新潟水電）との電力需要家争奪戦は両社とも供給力不足が目立った1920年前後の時期には一時緩和されていたが、1923年頃より再燃した。その結果競争の弊害が随所に顕在化したことから両社間で営業に関する交渉が進められ、1924年（大正13年）12月営業不可侵協定の締結に至った。協定内容は、供給区域が重複する地域では需要家の争奪を目的とする勧誘・宣伝その他一切の競争的行為を禁ずる、供給料金・供給条件は意見交換の上でできるだけ統一する、両社は相互に相手の需要家に対する供給権を尊重し侵害しない、相手の需要家より供給の申込みがあった場合は相手側の承諾を得て供給する、大口需要家以外は各自の供給規定にて定めた料金・条件に沿って供給する、などであった。協定後も新規需要家をめぐる小競り合いがあったものの、年を追うごとに両社の関係は改善に向かった。
1920年代は慢性的な不況下にあったとはいえ、工場の合理化という名目で機械化が進んだことから電力需要の増加傾向は続いた。1923年10月、管内のうち五泉と村松を結ぶ蒲原鉄道が新潟県内最初の電気鉄道を開業すると、新潟水力電気では同社に100キロワットの電力供給を始め、新たに電気鉄道という需要家を加えた。奥川開発が進んだ1926年1月からは新潟市内にある北越製紙新潟工場に対し常時1200キロワットという大口供給を開始している。さらに関係会社として1926年2月新潟電気工業を設立し、同社を通じて新潟市内に炭化カルシウム（カーバイド）工場を建設、1200キロワットの電力需要を自ら生み出した。一方、電灯供給部門では不況下での需要喚起策として数年ごとに勧誘商戦を展開した。家庭向けでは新潟市内の富裕層向けに電熱器具の普及も図ったが、時期尚早でこれは定着しなかった。
様々な需要喚起策が採られていた最中の1926年12月8日、風雪により送電線と一次変電所の五泉変電所に故障が生じ、管内全域が停電するという事故が発生した。この停電を契機としてにわかに会社に対する非難の声が拡がり、電気料金値下げ運動が各地で発生、料金不払い同盟結成の動きまで生じる。非難の拡大をうけて会社側では供給規定に定められた停電補償を上回る料金割引を出すとともに
、将来的な値下げを約束して事態の沈静化に努めた。料金値下げは翌1927年上期に配当率を引き下げ準備した上で同年10月電灯料金の値下げを、11月電力料金の値下げを実施している。
需要増加により1926年下期に電灯取付数は20万灯に到達し、電力供給は1万キロワットを超えた。新潟水力電気時代最末期、1929年11月末時点における電灯取付数は22万9357灯（点灯数22万2125灯）、電力供給は動力用1万1491馬力・大口電力6250キロワット・電熱457キロワットの計1万5279.3キロワットであった。

## 沿革：新潟電力時代

### 新潟電気の合併

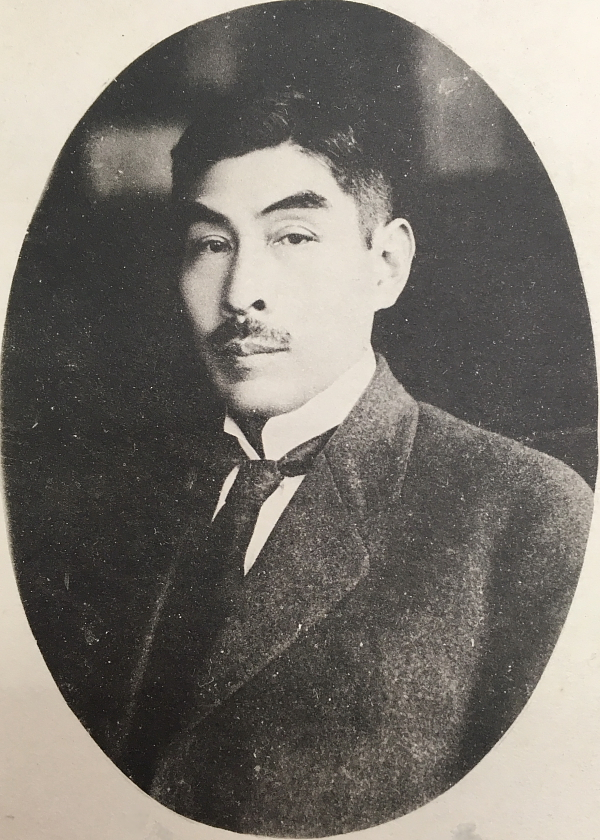
新潟水力電気との合併を仲介した東邦電力社長松永安左エ門

同じ新潟市に本拠を置く新潟水力電気と新潟電気（旧・新潟水電）を合同させようとする動きは前述の通り1910年代末から存在した。1920年代に入っても仲介の試みが相次いでおり、まず川北電気企業社（大阪）社長川北栄夫が合同を斡旋したが失敗、1924年には新潟県知事が合併を勧告したが新潟電気側に意思がなく頓挫した。営業不可侵協定締結後、1927年春の金融恐慌発生を機に地元有力者が合併を勧告したがこれも不成功であった。
合同に向けた動きが進展しない中、新潟電気は新潟水力電気ではなく大手電力会社の一つ東邦電力との提携を選択した。この東邦電力は東京に本社を置き中京地方と北部九州を地盤とした電力会社であるが、1920年代末になって供給区域から離れた東北地方進出を図り福島電灯・東部電力・二本松電気など福島県の会社を相次いで傘下に収めていた。1929年3月、新潟電気は東邦電力と資本提携に関する契約を締結。自社株を持たせていた新潟電気証券という傍系会社を東邦電力傘下の東邦証券保有に買収させ、その後新潟電気証券を新潟電気本体に合併させる（同年6月実施）、という形で東邦電力の傘下に入った。これらの操作で東邦証券保有は新潟電気の株式50万株（資本金2500万円）のうち23万4千株を持つ筆頭株主となっている。新潟電気では傘下入りに伴い東邦電力から常務取締役に山県鼎一（東邦電力社員）、取締役に松永安左エ門（東邦電力社長）を迎えた。
新潟電気の東邦電力傘下入りを契機として、これまで何度も破談となっていた新潟水力電気との合併交渉が松永安左エ門らの仲介により一挙に進展をみせた。そして1929年9月14日、合併契約締結に至る。この当時、新潟電気は資本金2500万円、新潟水力電気は資本金1200万円と会社の規模は新潟電気が上回っていたが、合併では新潟水力電気側が存続会社で新潟電気は解散するものとされた。合併比率は1対1（対等合併）、合併期日は1929年12月24日と定められた。9月29日、新潟水力電気・新潟電気ともに臨時株主総会を開いて合併を承認。12月23日の新潟水力電気定時株主総会では一足先に山県鼎一が同社の取締役に加えられた。
合併契約上の合併期日であった1929年12月24日付で逓信省より合併認可が下りたが、期日前に間に合わなかったため合併日は繰り延べられ翌1930年（昭和5年）1月8日付となった。同年2月1日、存続会社の新潟水力電気で合併報告総会が開かれて合併手続きが完了する。この総会にて新潟水力電気は「新潟電力株式会社」へと改称。さらに役員の総改選を行い取締役11名と監査役6名を選出、その中から社長に松永安左エ門、副社長に白勢量作、常務に山県鼎一をそれぞれ互選した。なお新潟水力電気社長の白勢春三と旧新潟電気社長の斎藤彦太郎は役員には入らず、ともに相談役に回っている。新経営陣のうち副社長となった白勢量作は白勢春三の長男であり、1914年7月から新潟水力電気で常務取締役、1923年12月からは専務取締役を務めていた。
新潟電気を合併したことで、新潟水力電気改め新潟電力は資本金3700万円（払込資本金3025万5000円）という大型電力会社へと発展した。供給区域についても、これまで下越地方の約半分（主として信濃川右岸・阿賀野川左岸の地域）と中越地方北部に限られていたものが合併により燕など信濃川左岸地域や新発田など阿賀野川右岸地域が加わって下越地方の大部分（岩船郡のみ範囲外）に拡大し、福島県会津地方の一部にも及んだ。合併後最初の決算となった1930年5月末時点での供給成績は電灯取付数が56万3361灯（うち点灯数53万4222灯）、電力供給が普通電力（小口）2万1668馬力・特約電力（大口）9350キロワット・電熱1127キロワットの計2万6641キロワットであった。

### 合併後の合理化
世界恐慌の只中に発足する形となった新潟電力では発足に際し、電源を充実しつつ二重設備を整理して供給設備の完全を期し、安価で良質な電気を豊富に供給するとの方針を打ち出した。
発電設備については、まず1930年8月に旧新潟電気が官営八幡製鉄所から貸借して使用していた赤谷発電所（出力270キロワット）を返却。次いで翌1931年（昭和6年）11月に周波数60ヘルツのまま残る旧新潟電気の大荒川上流発電所（出力443キロワット）および大荒川下流発電所（出力235キロワット）を廃止した。これら整理の結果、1931年下期以後の自社発電力は水力2万9580キロワット・火力8000キロワットとなっている。
送電設備の整理については、旧新潟電気の送電幹線である大川発電所（出力1万2520キロワット・福島県北会津郡大戸村＝現・会津若松市）から新潟へ至る送電線との連系を図った。具体的には、1931年6月東蒲原郡両鹿瀬村（現・阿賀町）に鹿瀬変電所を新設し、同所を実川系統（下平・赤倉・小荒各発電所から五泉・新潟へと至る送電線）との結節点としたのである。さらに鹿瀬変電所には東京電灯鹿瀬変電所からの受電用送電線も引きこまれた。他方で、既設送電線のうち木柱のまま残っていた日橋 - 鹿瀬間は撤去され、1916年から続いた猪苗代第一発電所への接続が切られた。長年の懸案であった新潟市内の配電線整理も新潟電力発足後直ちに着手され、1931年までに3分の1が撤去された。
電源についてはその他、新潟電気の合併に伴い村上水電（岩船郡村上町＝現・村上市所在）からの受電が加わった。受電高は当初1200キロワット、1932年（昭和7年）10月以降は最大1850キロワットである。また1931年10月より新たに会津電力からの受電も加わった。受電地点は大川発電所と会津電力戸ノ口堰第一発電所の2か所で、受電高は6000キロワットであった。また新潟水力電気時代から続く東京電灯からの受電は、旧新潟電気と合併契約を交わした1929年9月に契約が改められ、受電高は最大1万キロワットとされた。これは毎年250キロワットずつ受電を増加する契約であり、1937年（昭和12年）末時点では1万2000キロワットの受電となっている。
受電を中心に供給力が拡大されたものの、1930年代初頭の時期は不況で需要増加率が低下した。これは主として中小工業の疲弊を反映した小口電力減少によるものだが、大口電力需要は小幅ながら増加を続けたためキロワット時で見た販売量が前年度比で減少に転じたことはない。それでも供給力拡大のペースより劣るため多量の余剰電力を抱える形となった。この時期、管内で電気料金値下げ運動が盛んになり需要開拓は困難になっていたが、新潟電力では農村への配電線整備を進めて農業用小口電力需要の増加に成功。また1931年11月のラジオ放送開始（新潟放送局開設）を機に受信機と受信機用電力の勧誘を行った。

### 伊南川発電所建設
1931年後半の満洲事変勃発や金輸出再禁止に刺激されて全国的に重化学工業が発展すると、新潟電力管内でも1934年（昭和9年）頃より金属精錬・化学工業向けの大口電力需要が増大した。需要増に伴い短期間で余剰電力が解消されると会社では自社電源拡張の方針を固め、1935年（昭和10年）、水利権を保持したまま未開発であった阿賀野川水系伊南川（福島県）での発電所建設に動き出した。この伊南川発電所は旧新潟電気が1921年10月に水利権を得ていた地点にあたる。1936年（昭和11年）3月、まず発電所建設地の福島県南会津郡横田村大字越川（現・金山町越川）と鹿瀬変電所を結ぶ伊南川送電線を新設。そして1938年（昭和13年）10月より伊南川発電所の運転を開始した。発電所出力は2万1400キロワットと社内最大で、完成後の自社発電力は水力5万1979キロワット・火力8000キロワットとなっている（1939年末時点）。
伊南川発電所建設中にあたる1938年4月、国策会社を通じた発電・送電事業の国家管理を規定する「電力管理法」が公布された。同法は、1930年代後半から政府内で本格化していた電気事業に対する国家統制の強化を目指す動きが第一次近衛文麿内閣（1937年発足）の下で法制化に至ったものである。翌1939年（昭和14年）4月、国家管理を担う国策会社として日本発送電が発足したが、既存事業者から集められた電力設備は当初範囲が限定的で主要火力発電設備・送電線に限られた。このため日本発送電設立に際して新潟県・東北6県から日本発送電へ設備を出資した事業者はなかった。ただし新潟電力の周辺では東京電灯鹿瀬・長岡両変電所と関連送電線が出資対象設備となり、東京電灯は新潟電力に対する電力供給を日本発送電へと移管している。移管後、1939年末時点での日本発送電からの受電電力は最大1万4500キロワットであった（村上水電・会津電力からの受電は従来のまま）。
1930年代の需要増加により、電灯取付数は1933年（昭和8年）下期に60万灯を超えた。電力供給については1932年下期に3万キロワットを超えたのち1935年下期には4万キロワットに到達する。さらに最後の成績公表となった1939年5月末時点での供給成績は、電灯取付数が72万7196灯、電力供給が普通電力1万8680馬力・季節電力1万7947馬力・特約電力3万9224キロワット・電熱1518キロワットの計6万8066キロワットであった。
1939年末時点であるが、逓信省の資料によると3000キロワット以上を供給する大口電力需要家には新潟市内の北越製紙新潟工場（最大8200キロワット供給）と日本鋼管新潟電気製鉄所（最大5000キロワット供給）の2工場が存在した。最大の需要家となった北越製紙新潟工場では、1935年から1938年にかけて新聞用紙増産のため抄紙機やパルプ製造設備の建設が相次いでいた。さらにレーヨンパルプ工場として1938年から隣接地に北越パルプ新潟工場を操業したが、新潟電力では同工場にも電力供給を行っている（1939年末時点で1700キロワット）。もう一方の日本鋼管新潟電気製鉄所は1935年10月に建設。アーク式電気炉を操業してフェロアロイ（合金鉄）の製造にあたっていた。
上記2工場以外にも、前述の新潟電気工業が1200キロワット電気炉2台と1050キロワット電気炉1台で炭化カルシウムの製造を、同じく関係会社の新潟電化（1933年11月設立）が1000キロワット電気炉3台でフェロアロイの製造を、ともに新潟電力からの受電で行った。そのほか、電気事業者に対する電力供給として会津電力と村上水電に対する供給各3000キロワットがあった（1939年末時点）。これらに比べると小規模ながら、電気鉄道に対する電力供給として蒲原鉄道へ300キロワット、新潟電鉄へ350キロワットをそれぞれ送電した（同上）。

### 隣接事業者の統合
電気事業を所管する逓信省は、前述の電力国家管理具体化に関連し、1936年から翌年にかけて配電事業統制の方針を打ち出した。この当時、限られた範囲だけを供給区域とする小規模電気事業者が全国的に散在していたが、規模の小ささ故に大規模事業者との間には経営内容や電気供給の質で格差を生じていた。そのことを問題視した逓信省では上記方針を打ち出し、小規模電気事業の整理・統合を進めることによって経営採算の不均衡是正や料金低下を目指したのである。本省の方針に従って各逓信局が動いて関係事業者に対し事業統合を勧奨・斡旋した結果、全国的に事業統合が活発化していった。
1937年7月、東北6県を管轄する仙台逓信局では管内17社の代表を集めて合同案を提示した。この際に新潟電力が勧告されたのは福島県会津地方にある6つの小規模事業の統合である。新潟電力では翌1938年から1940年（昭和15年）にかけて、このうち5事業を次のように統合した。
伊南川水力電気株式会社
1938年6月30日付で逓信省より事業譲受認可を得て、7月1日事業を継承。
伊南川水力電気は1919年3月26日、南会津郡伊南村大字古町（現・南会津町古町）に設立。同年11月に伊南川ほか2村を供給区域として開業した。開業後は内川発電所（水力・出力165キロワット）を建設したほか、1927年9月には舘岩村の舘岩水力電気株式会社（1920年6月開業）から事業を譲り受けて社業を拡げた。新潟電力統合時の資本金は20万円。
黒谷川水力電気株式会社
1938年9月30日付で事業譲受認可を得て10月1日事業を継承。
黒川水力電気は1920年3月21日、若松市（現・会津若松市）に設立（ただし1921年4月に南会津郡朝日村大字黒谷＝現・只見町黒谷へ移転）。1922年9月に朝日村ほか4村を供給区域として黒谷川発電所（水力・出力50キロワット）を電源に開業した。統合時の資本金は15万円。
御蔵入電気株式会社
1938年11月30日付で事業譲受認可を得て12月1日事業を継承。
御蔵入電気は1921年10月11日、大沼郡川口村大字川口（現・金山町川口）に設立。1922年11月に川口村ほか4村を供給区域として受電により開業し、追って大志発電所（水力・出力47キロワット）を完成させた。統合時の資本金は20万円。
株式会社昭電社
1940年8月31日付で事業譲受認可。
玉川水力電気株式会社として1921年12月8日、大沼郡野尻村（後の昭和村）大字下中津川に設立。1923年1月に野尻村ほか1村を供給区域として玉川発電所（水力・出力15キロワット）を電源に開業した。昭電社への社名変更は1930年8月である。新潟電力統合時の資本金は5万円。
東京電灯野沢区域
これのみ事業の一部を譲り受けたもの。1939年2月20日付で東京電灯との間に同社野沢派出所管内の電気事業を譲り受ける旨の契約を締結し、4月28日譲受認可を得た上で5月1日事業を引き継いだ。継承設備には滝谷川発電所（水力・出力445キロワット）と変電所2か所を含む。
前身の野沢電気株式会社は河沼郡野沢町（現・西会津町）などを供給区域として1917年5月に開業。1919年に只見川水力電気株式会社へと社名を改めたが1926年東北電力へと合併される。この東北電力は阿賀野川水系只見川に水利権を持つ発電会社であったが開発着手に至らず1928年東京発電（旧・信越電力）に合併され、次いで東京電灯へと吸収された。
福島県側での事業統合の一方、新潟県側では県当局と同地の越佐電気協会が逓信当局の勧告を踏まえて県内事業再編の計画を立てた。その概略は、下越・中越地方の事業を新潟電力に、上越地方の事業を高田の中央電気に、佐渡島の事業を佐渡電灯にそれぞれ集約するというものである。福島県側での事業統合が終わると新潟電力では新潟県側での事業統合に動き村上水電の合併を決定、1940年8月5日の臨時株主総会にて合併を決議した。先に触れたように村上水電は岩船郡村上町にあった電力会社で、胎内川の第一発電所（出力610キロワット）と荒川の荒川発電所（出力2130キロワット）、内燃力発電所の村上発電所（出力760キロワット）の3発電所を擁して岩船郡内での供給にあたっていた。
村上水電の合併は1940年10月31日付で逓信省より認可された。同年11月25日、新潟電力で合併報告総会が開かれて合併手続きが完了している。合併時、村上水電の資本金は240万円であったが、合併に伴う新潟電力の資本金増加は216万円であり、合併後の資本金は3916万円となっている。以降、下越・中越地方には新潟電力と長岡市の北越水力電気が残るだけとなったが、その合同は実現していない。

### 電力国家管理と解散

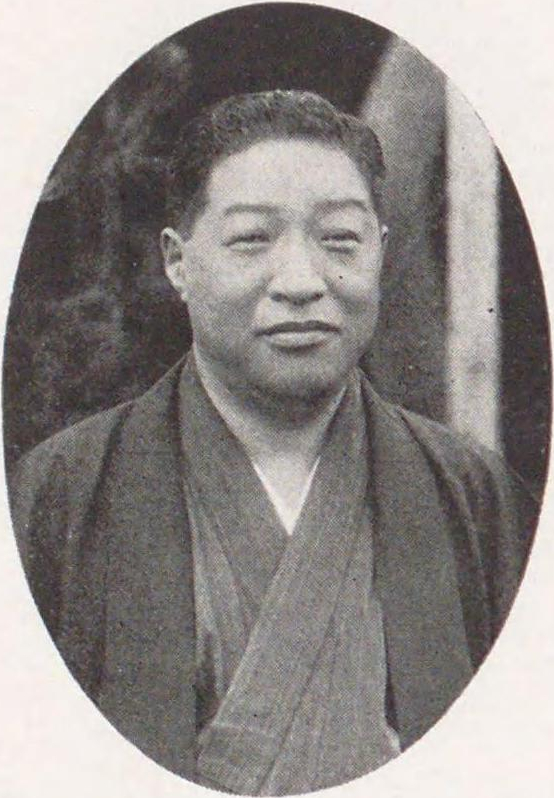
最後の新潟電力社長白勢量作（東北配電初代社長）

1939年に日本発送電設立という形で一旦落着した電力国家管理政策であったが、1940年代に入ると第二次近衛内閣の下で国家管理をより強化する方向へと再検討され始め、既存電気事業者の解体と日本発送電の体制強化・配電事業の国家統制にまで踏み込んだ「第二次電力国家管理」政策が急速に具体化されていく。そして1941年（昭和16年）4月に発送電管理強化のための電力管理法施行令改正が実行され、同年8月には配電事業統合を規定する「配電統制令」の施行に至った。
第二次電力国家管理における日本発送電への設備出資は1941年10月1日付の第一次出資と翌1942年（昭和17年）4月1日付の第二次出資に分割し実施された。今回の出資対象には従来対象外であった一部水力発電所（出力5000キロワット超の水力発電所とそれらに関連する水力発電所）も含まれており、新潟電力では第二次出資に関し1941年8月2日付で設備出資命令を受け取った。その出資対象設備は以下の通りである。
- 発電設備 ： 8か所（金川・大川・奥川・奥川第二・伊南川・赤倉・下平・小荒）
- 送電路線 ： 9路線（大川発電所 - 鹿瀬変電所間「大川線」など）
- 変電設備 ： 2か所（鹿瀬・宝坂）

配電事業統合に関しては、新潟県の配電事業は東北6県の事業とともに国策配電会社東北配電へと再編されることが決まり、1941年9月6日付で逓信大臣より新潟県および東北6県に立地する主要事業者13社に対し「東北配電株式会社設立命令書」が発出された。新潟電力もその受命者の一つであり（新潟県下では他に中央電気と北越水力電気が受命）、水力発電所12か所、火力発電所2か所、送電線38路線、変電所28か所、それに配電区域内にある配電設備・需要者屋内設備・営業設備の一切を東北配電へと出資するよう命ぜられた。受命直後の9月17日、東北配電の第1回設立委員会が開かれ、その席で新潟電力社長白勢量作（1936年6月松永安左エ門に代わり社長昇格）が東北配電設立委員長に選任された。
翌1942年1月15日、新潟電力では臨時株主総会を開いて東北配電設立委員が作成した書面を承認する手続きを済ませた。同年4月1日、日本発送電に対する設備出資（第二次出資）と東北配電の設立が実行に移される。日本発送電に対する出資設備の評価額は2181万7567円50銭とされ、出資の対価として新潟電力は日本発送電の株式43万6351株（払込総額2181万7550円）と端数分の現金17円50銭を受け取った。一方、東北配電に対する出資設備評価額は3653万9350円とされ、ここから東北配電へ引き継ぐ社債490万8000円を差し引いた金額（3163万3150円）を元に東北配電株式56万1927株（払込総額2809万6350円）と現金353万5000円を交付されている。東北配電初代社長には新潟電力から白勢量作が就いた。
設備出資を終えた新潟電力は、1942年5月11日、臨時株主総会を開いて解散を決議し、即日解散した。

## 年表

### 新潟水力電気
- 1898年（明治31年）
  - 3月25日 - 新潟電灯開業[16]。
- 1907年（明治40年）
  - 5月22日 - 新潟水力電気に対し逓信省より電気事業経営許可[13]。
  - 6月21日 - 新潟水力電気株式会社設立。資本金150万円、本店新潟市上大川前通十番町1876番地[1]、初代社長鈴木長八[21]。
  - 11月13日 - 新潟市内に別系統の会社として新潟水電（後の新潟電気）が発足[6]。
- 1909年（明治42年）
  - 3月4日 - 第一発電所使用認可[22]。
  - 3月11日 - 開業し村松・五泉・新津の3町にて供給開始[22]。
  - 5月 - 新潟市内での供給を開始[22]。
- 1911年（明治44年）
  - 11月25日 - 加茂・三条方面での供給を開始[23]。
- 1912年（明治45年）
  - 5月24日 - 第二発電所使用認可[23]。
  - 6月11日 - 見附・栃尾方面での供給を開始[23]。
- 1913年（大正2年）
  - 9月26日 - 沼垂発電所（初代）落成[23]。
- 1914年（大正3年）
  - 5月18日 - 第2代社長に白勢春三就任[23]。
- 1915年（大正4年）
  - 7月26日 - 優先株式発行による25万円の増資を決議[112]。
- 1916年（大正5年）
  - 3月10日 - 猪苗代水力電気からの受電を開始[23]。
  - 10月23日 - 本店を新潟市上大川前通七番町1236番地1へ移転（登記日）[113]。
  - 12月5日 - 沼垂発電所（初代）廃止[23]。
- 1921年（大正10年）
  - 11月12日 - 350万円の増資を決議[114]、資本金700万円となる[46]。
- 1923年（大正12年）
  - 4月1日 - 猪苗代水力電気は東京電灯に合併[40]。
  - 4月19日 - 小荒発電所使用認可[47]。
  - 5月10日 - 東北電化株式会社・高浪電気株式会社を合併[115]。資本金755万円となる[55]。
  - 5月22日 - 本店を新潟市上大川前通六番町1197番地へ移転[115]。
- 1925年（大正14年）
  - 6月27日 - 445万円の増資を決議[116]、資本金1200万円となる[55]。
- 1926年（大正15年）
  - 1月7日 - 東京電灯からの受電（長岡変電所経由）を開始[58]。
  - 1月13日 - 下平発電所使用認可[58]。
  - 2月1日 - 関係会社として新潟電気工業株式会社を設立[63]。
  - 10月2日 - 赤倉発電所使用認可[58]。
- 1927年（昭和2年）
  - 10月25日 - 関係会社として阿賀川水力電気株式会社を設立（ただし1929年10月東信電気が吸収）[59][60]。
  - 12月22日 - 本店を新潟市上大川前通五番町84番地へ移転[117]。
- 1928年（昭和3年）
  - 5月18日 - 沼垂発電所（2代）使用認可[58]。
- 1929年（昭和4年）
  - 6月30日 - 関係会社として中ノ口電気鉄道株式会社（後の新潟電鉄、現・新潟交通）を設立[63]。
  - 9月14日 - 新潟電気との間で合併契約締結[37]。
  - 9月29日 - 株主総会にて新潟電気の合併を決議[37]。
  - 12月24日 - 逓信省より新潟電気の合併認可[37]。

### 新潟電力
- 1930年（昭和5年）
  - 1月8日 - 新潟水力電気は新潟電気を合併。資本金3700万円となる[37]。
  - 2月1日 - 新潟水力電気から新潟電力株式会社へ社名変更。社長松永安左エ門・副社長白勢量作就任[37]。
  - 8月16日 - 旧新潟電気の赤谷発電所を八幡製鉄所へ返却[71]。
- 1931年（昭和6年）
  - 6月9日 - 新潟市内軌道敷設権を中ノ口電気鉄道へ譲渡[71]。
  - 10月5日 - 会津電力からの受電を開始[71]。
  - 11月27日 - 旧新潟電気の大荒川上流・大荒川下流両発電所を廃止[71]。
- 1933年（昭和8年）
  - 11月13日 - 関係会社として新潟電化株式会社を設立[63]。
- 1936年（昭和11年）
  - 6月27日 - 白勢量作が社長に昇格（第4代）[67]。
- 1938年（昭和13年）
  - 7月1日 - 伊南川水力電気株式会社より事業を譲り受ける[76]。
  - 10月1日 - 黒谷川水力電気株式会社より事業を譲り受ける[76]。
  - 10月12日 - 伊南川発電所使用認可・運転開始[76]。
  - 12月1日 - 御蔵入電気株式会社より事業を譲り受ける[82]。
- 1939年（昭和14年）
  - 5月1日 - 東京電灯より同社野沢派出所管内の事業を譲り受ける[82]。
- 1940年（昭和15年）
  - 8月31日 - 株式会社昭電社の事業譲受につき認可[97]。
  - 11月25日 - 村上水電株式会社を合併[97]。資本金3916万円となる[4]。
- 1941年（昭和16年）
  - 8月2日 - 電力管理法による日本発送電に対する設備出資命令を受命[107]。
  - 9月6日 - 配電統制令による東北配電設立命令を受命[79]。
- 1942年（昭和17年）
  - 4月1日 - 日本発送電・東北配電に対し設備を出資[107][111]。
  - 5月15日 - 新潟電力解散[2]。

## 本社・支社・出張所所在地
解散前年、1941年（昭和16年）5月時点における新潟電力の本社・支社・出張所所在地は以下の通りであった。特記のない限り新潟県内である。
- 本社 ： 新潟市上大川前通五番町84番地（現・新潟市中央区）
- 支社（1か所）
  - 村上支社 ： 岩船郡村上本町（現・村上市）
- 営業所（1か所）
  - 新潟営業所 ： 本社に同じ
- 出張所（17か所）
  - 亀田出張所 ： 中蒲原郡亀田町（現・新潟市江南区）
  - 新津出張所 ： 中蒲原郡新津町（現・新潟市秋葉区）
  - 五泉出張所 ： 中蒲原郡五泉町（現・五泉市）
  - 加茂出張所 ： 南蒲原郡加茂町（現・加茂市）
  - 三条出張所 ： 三条市一ノ木戸
  - 見附出張所 ： 南蒲原郡見附町（現・見附市）
  - 栃尾出張所 ： 古志郡栃尾町（現・長岡市）
  - 脇野出張所 ： 三島郡脇野町（同上）
  - 燕出張所 ： 西蒲原郡燕町（現・燕市）
  - 巻出張所 ： 西蒲原郡巻町（現・新潟市西蒲区）
  - 白根出張所 ： 中蒲原郡白根町（現・新潟市南区）
  - 水原出張所 ： 北蒲原郡水原町（現・阿賀野市）
  - 新発田出張所 ： 北蒲原郡新発田町（現・新発田市）
  - 津川出張所 ： 東蒲原郡津川町（現・阿賀町）
  - 高田出張所 ： 福島県大沼郡高田町（現・会津美里町）
  - 野沢出張所 ： 福島県河沼郡野沢町（現・西会津町）
  - 小林出張所 ： 福島県南会津郡小梁村（現・只見町）

これらのうち新潟市上大川前通五番町の本社建物は鉄筋コンクリート構造の3階建てで、新潟水力電気時代の1927年11月に竣工した。新潟電力解散後、同地には東北配電新潟支店および後身の東北電力新潟支店が置かれている。

## 供給区域

### 1915年時点の区域一覧
新潟水力電気時代、1915年（大正4年）6月末時点の供給区域は以下の通り。これには未開業の地域を含む。
| 新潟県（1市5郡）    | 新潟県（1市5郡） |
| ------------------- | --- |
| 市部 （1市）        | 新潟市【電力のみ】 |
| 西蒲原郡 （1村）    | 坂井輪村（現・新潟市） |
| 中蒲原郡 （4町9村） | 石山村・大江山村・亀田町・早通村・両川村・荻川村・新津町・金津村（現・新潟市）、新関村（現・新潟市・五泉市）、 五泉町・橋田村・菅名村・村松町（現・五泉市） |
| 南蒲原郡 （4町7村） | 加茂町・下条村（現・加茂市）、 三条町・大崎村・本成寺村（現・三条市）、 見附町・庄川村・葛巻村・今町・坂井村（現・見附市）、 中之島村（現・長岡市）         |
| 古志郡 （1町5村）   | 北谷村（現・見附市）、上北谷村（現・見附市・長岡市）、 山本村・荷頃村・栃尾町・下塩谷村（現・長岡市）                                                       |
| 三島郡 （1町6村）   | 与板町・大津村・脇野町村・日吉村・関原村・日越村・宮本村（現・長岡市）                                                                                      |

### 1929年時点の区域一覧
新潟水力電気時代末期、1929年（昭和4年）6月末時点の供給区域は以下の通り。
- 他の事業者の供給区域にも含まれる市町村には「【一部】」という表記を付した。

| 新潟県（1市7郡）     | 新潟県（1市7郡） |
| -------------------- | --- |
| 市部 （1市）         | 新潟市【電力のみ】 |
| 北蒲原郡 （1村）     | 岡方村（現・新潟市） |
| 西蒲原郡 （1村）     | 坂井輪村【一部】 |
| 中蒲原郡 （4町18村） | 石山村・大江山村・亀田町・両川村・大郷村・鷲巻村・根岸村・荻川村・小合村・新津町【一部】・金津村（現・新潟市）、新関村（現・新潟市・五泉市）、 五泉町・橋田村・巣本村・川東村・菅名村・村松町・大蒲原村・十全村・川内村（現・五泉市）、七谷村（現・加茂市） |
| 東蒲原郡 （6村）     | 西川村・東川村・上条村・小川村・日出谷村・豊実村（現・阿賀町） |
| 南蒲原郡 （4町13村） | 加茂町・下条村（現・加茂市）、 三条町【一部】・井栗村・大崎村・本成寺村・福島村・大面村・長沢村・鹿峠村・森町村（現・三条市）、 見附町・庄川村・葛巻村・今町・新潟村（現・見附市）、 中之島村（現・長岡市）                                                 |
| 古志郡 （1町16村）   | 北谷村（現・見附市）、上北谷村（現・見附市・長岡市）、 新組村（現・長岡市・見附市）、黒条村・下川西村・上川西村・福戸村・山本村・荷頃村・栃尾町・下塩谷村・上塩谷村・東谷村・入東谷村・西谷村・中野俣村・半蔵金村（現・長岡市）                             |
| 三島郡 （1町10村）   | 与板町・黒川村・大津村・脇野町村・日吉村・王寺川村・関原村・日越村・深才村【一部】・宮本村・大積村（現・長岡市） |

### 1938年時点の区域一覧
新潟電力時代、1938年（昭和13年）12月末時点の供給区域は以下の通り。
- 他の事業者の供給区域にも含まれる市町村には「【一部】」という表記を付した。
- 1939年以後に統合する東京電灯（野沢区域）・昭電社・村上水電の供給区域も併記している。

| 新潟県（2市8郡）     | 新潟県（2市8郡） |
| -------------------- | --- |
| 市部 （2市）         | 新潟市、三条市 |
| 北蒲原郡 （4町30村） | 乙村・黒川村以外の郡内各町村（現・新潟市・聖籠町・阿賀野市・新発田市・胎内市） |
| 北蒲原郡 （4町30村） | 【村上水電区域】乙村・黒川村（現・胎内市） |
| 東蒲原郡 （1町10村） | 郡内全町村（現・五泉市・阿賀町） |
| 中蒲原郡 （6町28村） | 郡内全町村（現・新潟市・五泉市・加茂市） |
| 南蒲原郡 （3町14村） | 郡内全町村（現・三条市・加茂市・燕市・見附市・長岡市・田上町） |
| 西蒲原郡 （6町28村） | 郡内全町村（現・新潟市・燕市・弥彦村） |
| 三島郡 （4町11村）   | 大河津村（現・長岡市・燕市）、寺泊町・桐島村・島田村・与板町・黒川村・大津村・脇野町・日吉村・王寺川村・関原町・日越村・深才村【一部】・宮本村・大積村（現・長岡市）                                                            |
| 刈羽郡 （1村）       | 中通村【一部】（現・刈羽村） |
| 古志郡 （1町16村）   | 北谷村（現・見附市）、上北谷村（現・見附市・長岡市）、 新組村（現・長岡市・見附市）、黒条村・下川西村・上川西村・福戸村・山本村・荷頃村・栃尾町・下塩谷村・上塩谷村・東谷村・入東谷村・西谷村・中野俣村・半蔵金村（現・長岡市） |
| 岩船郡               | 【村上水電区域】村上町・村上本町・山辺里村・瀬波町・上海府村・岩船町・神納村・西神納村・平林村・金屋村・保内村・館腰村・三面村・高根村・猿沢村・塩野町村（現・村上市）、女川村・関谷村（現・関川村）                            |
| 福島県（5郡）        | |
| 耶麻郡 （1村）       | 奥川村（現・西会津町） |
| 河沼郡 （1村）       | 群岡村【一部】（現・西会津町） |
| 河沼郡 （1村）       | 【東京電灯野沢区域】群岡村【一部】・宝坂村・上野尻村・野沢町・登世島村・尾野本村・睦合村・下谷村（現・西会津町）、柳津村（現・柳津町）                                                                                          |
| 大沼郡 （2町13村）   | 高田町・赤沢村・永井野村・藤川村・旭村・東尾岐村・尾岐村・本郷町・玉路村・新鶴村（現・会津美里町）、 沼沢村・川口村・本名村・横田村・大滝村（現・金山町）                                                                       |
| 大沼郡 （2町13村）   | 【東京電灯野沢区域】西方村・原谷村・西川村・三谷村（現・三島町）、中ノ川村・東川村（現・河沼郡柳津町） |
| 大沼郡 （2町13村）   | 【昭電社区域】昭和村 |
| 北会津郡 （5村）     | 川南村・舘ノ内村・荒井村・門田村【一部】・大戸村【一部】（現・会津若松市） |
| 南会津郡 （11村）    | 江川村【一部】（現・下郷町）、 伊北村・朝日村・小梁村・布沢村・八幡村（現・只見町）、 富田村・大宮村・伊南村・大川村・舘岩村（現・南会津町）                                                                                    |

### 供給区域に関する備考
1925年下期に古志郡中野俣村・半蔵金村および東蒲原郡西川村・東川村・上条村・小川村にて配電を開始したことで、この時点の許可済み供給区域内に未開業の区域はなくなった。これ以降に自社で供給区域拡張の許可を得て配電を始めた地域は次の5村である。
- 1929年11月供給開始 ： 新潟県刈羽郡中通村大字黒川・油田[71]
- 1931年3月供給開始 ： 福島県南会津郡江川村大字小沼崎[71]
- 1931年10月供給開始 ： 福島県北会津郡大戸村芦ノ牧[71]
- 1934年8月供給開始 ： 新潟県西蒲原郡浦浜村[124]
- 1940年5月供給区域追加 ： 福島県大沼郡東尾岐村[125]

1938年に統合した伊南川水力電気・黒谷川水力電気・御蔵入電気の供給区域は次の通り（いずれも1937年末時点）。
- 旧伊南川水力電気区域 ： 福島県南会津郡富田村・大宮村・伊南村・大川村・舘岩村
- 旧黒谷川水力電気区域 ： 福島県南会津郡伊北村・朝日村・小梁村・布沢村・八幡村
- 旧御蔵入電気区域 ： 福島県大沼郡沼沢村・川口村・本名村・横田村・大滝村

新潟電力の供給区域が広がる新潟・福島両県は、1942年4月に配電統制により新潟電力その他を統合して設立された東北配電の配電区域に含まれる。太平洋戦争後、1951年（昭和26年）5月1日実施の電気事業再編成では東北配電区域をそのまま引き継いで東北電力が発足した。

## 発電所
新潟電力では、電力国家管理直前の時点で水力発電所20か所・火力発電所2か所、総出力6万7480キロワットを運転していた。以下、自社建設発電所を中心に、これら発電所の概要を記す。

### 第一発電所
位置 ： 北緯37度40分12.5秒 東経139度14分11.5秒 / 北緯37.670139度 東経139.236528度
新潟水力電気時代の最初の発電所が第一発電所である。所在地は移転前が新潟県中蒲原郡川内村大字小面谷字シマ（現・五泉市小面谷）、移転後が川内村大字松野（現・五泉市松野）。1907年（明治40年）8月に起工され、1909年（明治42年）3月4日付で逓信省の使用認可が下りた。
阿賀野川水系早出川に建設された発電所である。移転前の発電所出力は500キロワットで、発電設備はスイス製フランシス水車1台およびブラウン・ボベリ製三相交流発電機1台からなった。1921年（大正10年）11月、下流に移転の上改造され発電所出力が900キロワットに引き上げられる。移転後の発電設備はスイス・エッシャーウイス製フランシス水車1台と米国ウェスティングハウス・エレクトリック製1200キロボルトアンペア発電機1台である。発生電力の周波数は移転前・移転後とも50ヘルツに設定されている（他の発電所と共通）。送電線は五泉変電所へと繋がった（送電電圧11キロボルト）。
1942年4月、配電統制で新潟電力から東北配電へと出資された。東北配電では「早出発電所」と称する。1951年5月の電気事業再編成では東北電力に継承されている。

### 第二発電所
位置 ： 北緯37度38分57.8秒 東経139度14分38.0秒 / 北緯37.649389度 東経139.243889度
早出川の第一発電所に続く2番目の発電所が第二発電所である。所在地は中蒲原郡川内村大字下杉川字コイ上り（現・五泉市下杉川）。1911年（明治44年）4月に起工され、翌1912年（明治45年）5月24日付で使用認可が下りた。
早出川支流の杉川に位置する。発電設備はエッシャーウイス製フランシス水車2台およびウェスティングハウス製235キロボルトアンペア発電機2台からなり、発電所出力は400キロワットであった。送電線は第一発電所へと繋がる（送電電圧11キロボルト）。
第一発電所とともに1942年に東北配電へと出資された。東北配電では「杉川発電所」と称する。同じく1951年東北電力に引き継がれた。

### 小荒発電所
位置 ： 北緯37度43分35.0秒 東経139度34分3.3秒 / 北緯37.726389度 東経139.567583度
1920年代に阿賀野川水系実川にて相次いで建設された発電所のうち最初のものが小荒発電所である。所在地は新潟県東蒲原郡豊実村大字豊田（現・阿賀町豊実）。1921年6月に着工され、1923年（大正12年）4月19日付で使用認可が下りた。
実川の最下流に位置する。発電設備は電業社製フランシス水車2台および芝浦製作所製2100キロボルトアンペア発電機2台。発電所出力は当初3300キロワット、1942年時点では3700キロワットである。送電線は下平発電所と五泉変電所・新潟変電所を繋ぐ実川線（送電電圧66キロボルト）が経由する。
小荒発電所は1942年4月電力国家管理のため新潟電力から日本発送電へと出資。次いで1951年5月の電気事業再編成で東北電力へと移管された。1999年（平成11年）になって老朽化のため東北電力グループの東星興業（現・東北自然エネルギー）による再開発工事が着手されると小荒発電所は廃止され、取水堰のみ転用・改良の上で約1.8キロメートル下流に代替となる新小荒発電所が新設されている。

### 下平・赤倉発電所
下平発電所位置 ： 北緯37度44分27.7秒 東経139度36分33.5秒 / 北緯37.741028度 東経139.609306度
赤倉発電所位置 ： 北緯37度44分27.3秒 東経139度36分11.3秒 / 北緯37.740917度 東経139.603139度
阿賀野川水系実川には小荒発電所に続いて下平発電所と赤倉発電所が開発された。所在地はともに東蒲原郡豊実村大字実川（現・阿賀町豊実）。1924年（大正13年）11月にそろって起工され、1926年（大正15年）1月13日付でまず下平発電所の、次いで同年10月2日付で赤倉発電所の使用認可がそれぞれ下りた。
実川の上流側に位置する。下平発電所は実川に取水堰を持つが、赤倉発電所は下平発電所の放水と支流裏川からの取水によって発電する仕組みである。発電設備は下平発電所が日立製作所製フランシス水車・2150キロボルトアンペア発電機各2台、赤倉発電所が電業社製フランシス水車2台・芝浦製作所製2800キロボルトアンペア発電機1台。発電所出力はそれぞれ3192キロワット（1942年時点では3830キロワット）と2237キロワット（同2510キロワット）である。両発電所は6.6キロボルト送電線で繋がる。
両発電所は小荒発電所と同じく1942年より日本発送電、1951年より東北電力に属する。1999年に始まった東星興業による再開発工事では、下平発電所は導水路を延長する形で約600メートル下流へと移設され新下平発電所となった。一方、赤倉発電所はこの再開発で発電力が縮小されたものの東北電力の手で延命化工事が施され維持されている。

### 金川発電所
位置 ： 北緯37度34分54.5秒 東経139度55分13.0秒 / 北緯37.581806度 東経139.920278度
新潟水力電気時代に合併で取得した発電所に金川発電所がある。所在地は福島県耶麻郡駒形村大字金橋（現・喜多方市塩川町金橋）で、社内最初の福島県側に位置する発電所でもある。東北電化株式会社という化学工業会社が自家用発電所として1919年（大正8年）10月に完成させたのが起源で、1923年に東北電化を合併したことで新潟水力電気が引き継いだ。
阿賀野川水系日橋川にある発電所の一つで、東京電灯猪苗代第四発電所（1926年完成）のすぐ下流側に立地する。取水口や水路は狐堰用水という灌漑用水のものを利用している。発電設備は電業社製フランシス水車2台・芝浦製作所製750キロボルトアンペア発電機2台からなり、発電所出力は1200キロワットである。送電線は当初日橋変電所（後述）へと繋がったが、1931年（昭和6年）6月になって東京電灯猪苗代第四発電所との間に送電線が整備され、発生電力は東京電灯の送電線を介して送電される形となった。
金川発電所は1942年4月の電力国家管理で日本発送電へ移管された後、1951年5月の電気事業再編成で猪苗代湖周辺発電所の運営を一貫させる狙いから旧新潟電力の発電所としては唯一東京電力に継承された。

### 伊南川発電所
位置 ： 北緯37度23分50.0秒 東経139度27分44.0秒 / 北緯37.397222度 東経139.462222度
新潟電力発足後に唯一新設された発電所として伊南川発電所がある。旧新潟電気が1921年10月に出力1万8000キロワットの計画で水利権を得た地点にあたり、1935年（昭和10年）9月になって発電所工事施行認可を取得の上着工された。3年後の1938年（昭和13年）10月12日付で使用認可があり、同日運転を開始している。所在地は福島県大沼郡横田村大字越川字四石田（現・金山町越川）。
阿賀野川水系只見川の支流伊南川から取水する。取水地点は南会津郡小梁村大字小林（現・只見町小林）で、ここには川に洪水吐付きの取水堰（小林ダム）を設ける。取水口から伸びる導水路は9.6キロメートルの長さがあり、伊南川沿いを離れて只見川岸（伊南川合流点よりも下流側）の発電所へと至る。特徴的な水路設備として、導水路の途中で合流する支水路の先に位置する調整池がある。この調整池は地形の都合上導水路水面より高い位置にあるため貯水にあたってはポンプ揚水を必要とする。これとは別に、上部水槽手前に副調整池も設けている。
発電設備は日立製作所製の縦軸フランシス水車・1万キロボルトアンペア発電機各3台からなる。発電所出力は運転開始時2万1300キロワットであったが、その後1939年時点では2万1400キロワット、1942年時点では2万4000キロワットへとそれぞれ増強されている。送電線は伊南川線（送電電圧66キロボルト）が伊南川発電所を起点に伸びる。
伊南川発電所は1942年より日本発送電、1951年より東北電力に属する。ただし只見川の本名ダム建設に伴い発電所建屋がダム湖に沈む位置にあったことから、1954年（昭和29年）5月、80メートル上流側の高台に移設された。移転に際し水車・発電機は各1台にまとめられており、新潟電力時代からの設備は転用されていない。

### 沼垂発電所
自社建設の火力発電所として沼垂発電所が存在した。初代と2代目の2つがあり、どちらも新潟市内の旧沼垂町域に位置したが場所は異なる。
初代沼垂発電所は新潟市流作場字沼原にあった。第一・第二両発電所に続いて1913年（大正2年）9月26日に竣工したが、3年後、1916年（大正5年）12月5日付で廃止されている。汽力発電設備としてボイラー2缶とウェスティングハウス製パーソンズ式蒸気タービン・発電機各1台を有し、発電所出力は500キロワットであった。
2代目の沼垂発電所は新潟市山ノ下字古湊にあった。着工は1927年（昭和2年）8月、使用認可は1928年（昭和3年）5月18日である。渇水期の水力発電量低下を補うための補給用発電所として、また供給設備の故障発生時に応急的に稼働させる予備発電所として建設された。応急用としての機能を高めるべく、一般的な汽力発電設備のほかに建設費がかさむものの起動時間の短いディーゼルエンジンによる内燃力発電設備を併用する点が特徴。汽力発電設備はエッシャーウイス製ボイラー2缶（燃料は石炭）、同社製ツェリー式蒸気タービン1台、ドイツ・シーメンス製5000キロボルトアンペア発電機1台からなり、内燃力発電設備は新潟鐵工所製2サイクルエンジン1台と日立製作所製1500キロボルトアンペア発電機1台からなる。発電所出力は5000キロワット（汽力4000キロワット・内燃力1000キロワット）である。
2代目沼垂発電所は1942年より東北配電、1951年以降は東北電力に属したが、1959年（昭和34年）3月に廃止され山の下変電所へと格下げされた。

### その他の発電所

#### 旧新潟電気引継
1930年1月の新潟電気合併により同社から引き継いだ発電所は水力9か所・火力1か所、総出力2万2299キロワットに及ぶ。ただしそのうち水力3か所（計948キロワット）は翌年までに廃止・譲渡されている。この3か所を除く旧新潟電気引継ぎの発電所一覧は以下の通り。
各発電所の概要は新潟電気#発電所を参照。
| 水力発電所        | 水力発電所   | 水力発電所                                                | 水力発電所                | 水力発電所                 |
| 発電所名          | 出力 (kW)    | 所在地                                                    | 河川名                    | 備考                       |
| ----------------- | ------------ | --------------------------------------------------------- | ------------------------- | -------------------------- |
| 大川              | 12,520       | 福島県北会津郡大戸村芦ノ牧 （現・会津若松市大戸町芦ノ牧） | 大川（阿賀野川）          |                            |
| 宮川              | 450 →820     | 福島県大沼郡尾岐村尾岐窪 （現・会津美里町尾岐窪）         | 阿賀野川水系 宮川・源太川 | 1937年下期出力増加         |
| 奥川 （奥川第一） | 1,000        | 福島県耶麻郡奥川村元島 （現・西会津町奥川大字元島）       | 阿賀野川水系奥川          |                            |
| 奥川第二          | 638 →560     | 福島県耶麻郡奥川村元島 （現・西会津町奥川大字元島）       | 阿賀野川水系奥川          | 1936年7月出力減少          |
| 飯豊川第一        | 1,900        | 新潟県北蒲原郡赤谷村滝谷 （現・新発田市滝谷）             | 飯豊川（加治川）          |                            |
| 飯豊川第二        | 1,843        | 新潟県北蒲原郡川東村小戸 （現・新発田市小戸）             | 飯豊川（加治川）          |                            |
| 火力発電所        |              |                                                           |                           |                            |
| 発電所名          | 出力 (kW)    | 所在地                                                    | 原動機種類                | 備考                       |
| 新潟火力          | 3,000 →3,500 | 新潟県新潟市沼垂字中王瀬                                  | 汽力 （蒸気タービン）     | 1942年時点では出力3,500 kW |

旧新潟電気発電所のうち大川・奥川第一・奥川第二の3発電所は日本発送電へ、残る宮川・飯豊川第一・飯豊川第二・新潟火力の4発電所は東北配電へ出資された。いずれも1951年以降は東北電力に属する。

#### その他会社引継
1938年から1940年にかけての事業統合で取得した発電所は以下の8か所である。
| 水力発電所 | 水力発電所 | 水力発電所                                        | 水力発電所                      | 水力発電所     |
| 発電所名   | 出力 (kW)  | 所在地                                            | 河川名                          | 前所有者       |
| ---------- | ---------- | ------------------------------------------------- | ------------------------------- | -------------- |
| 内川       | 165 →500   | 福島県南会津郡大川村内川 （現・南会津町内川）     | 阿賀野川水系檜枝岐川            | 伊南川水力電気 |
| 黒谷川     | 50         | 福島県南会津郡朝日村黒谷 （現・只見町黒谷）       | 阿賀野川水系黒谷川              | 黒谷川水力電気 |
| 玉川       | 15         | 福島県大沼郡昭和村下中津川                        | 阿賀野川水系 野尻川支流玉川     | 昭電社         |
| 大志       | 47         | 福島県大沼郡沼沢村大志 （現・金山町大志）         | 阿賀野川水系木冷川 （大志用水） | 御蔵入電気     |
| 滝谷川     | 445        | 福島県大沼郡中ノ川村冑中 （現・河沼郡柳津町冑中） | 阿賀野川水系滝谷川              | 東京電灯       |
| 黒川       | 610        | 新潟県北蒲原郡黒川村下館 （現・胎内市下館）       | 胎内川                          | 村上水電       |
| 荒川       | 2,130      | 新潟県岩船郡女川村湯沢 （現・関川村湯沢）         | 荒川                            | 村上水電       |
| 火力発電所 |            |                                                   |                                 |                |
| 発電所名   | 出力 (kW)  | 所在地                                            | 原動機種類                      | 備考           |
| 村上       | 760        | 新潟県岩船郡村上本町 （現・村上市）               | 内燃力 （ディーゼルエンジン）   | 村上水電       |

上記発電所のうち旧村上水電の村上発電所は1942年時点では存在しない。それ以外の7発電所は東北配電へと出資されたが、1942年末時点の発電所一覧からは黒谷川発電所が消えている。加えて1943年（昭和18年）7月に玉川発電所も廃止された。従って東北電力へと引き継がれたのは内川・大志・滝谷川・黒川・荒川の5発電所に限られる。

### 主要送電線網
新潟水力電気時代の1916年3月、猪苗代水力電気第一発電所（後の東京電灯猪苗代第一発電所）からの受電が開始された。この際に新設された送電線は、発電所から約150メートル離れた自社の日橋発電所（福島県河沼郡日橋村八田＝現・会津若松市河東町八田）を起点に、新潟県中蒲原郡五泉町（現・五泉市）の五泉変電所へ至る路線である。日橋・五泉間の送電電圧は55キロボルトに設定された。小荒発電所からの送電線（津川変電所で日橋・五泉間送電線に接続）も建設当初は55キロボルトの送電電圧を用いている。1923年7月には五泉変電所から沼垂変電所（新潟市流作場）までの55キロボルト送電線も完成した。
1930年に新潟電気を合併したことで、大川発電所から新潟変電所（中蒲原郡石山村紫竹＝現・新潟市）へと至る送電線「大川線」を引き継いだ。同線の途中、宝坂変電所（福島県河沼郡宝坂村宝坂＝現・西会津町宝坂大字宝坂）では奥川発電所とを繋ぐ送電線が接続する。翌1931年6月、宝坂変電所の新潟寄り、東蒲原郡両鹿瀬村大字鹿瀬（現・阿賀町鹿瀬）に鹿瀬変電所が新設され、同所で大川線と下平・小荒発電所からの実川線（1932年11月66キロボルトに昇圧）が交差する形とされた。また鹿瀬変電所整備とともに約3キロメートル離れた東京電灯鹿瀬変電所とを繋ぐ「鹿瀬線」も建設された。東京電灯鹿瀬変電所は阿賀野川にある東信電気鹿瀬発電所構内に立地しており、猪苗代第四発電所とを結ぶ東京電灯阿賀野川線（送電電圧154キロボルト）の起点でもある。
送電線整備の一方、1932年11月に日橋・鹿瀬間の送電線は廃止され猪苗代第一発電所への接続が切られた。1936年3月、伊南川発電所完成に先立ち同発電所と鹿瀬変電所を結ぶ66キロボルト線「伊南川線」が完成。さらに1938年4月には鹿瀬変電所から五泉変電所へ至る66キロボルト線「鹿五線」が実川線とは別途整備された。
その他の主要送電線として、五泉変電所と南蒲原郡見附町（現・見附市）の見附変電所を結ぶ「見附線」、同所と長岡市の東京電灯長岡変電所を結ぶ「長岡線」があった。前者は1927年2月55キロボルト線として整備されたのち1932年11月66キロボルトに昇圧。後者は1926年1月の建設時から66キロボルト線である。
1942年4月の日本発送電に対する設備出資では関連する送電線も出資対象となった。範囲は鹿瀬以東で、大川線の一部（大川・鹿瀬間）や実川線の一部（下平・鹿瀬間）のほか鹿瀬変電所に集まる伊南川線・鹿瀬線、赤倉線（赤倉・下平間）、奥川発電所関連3路線、金川発電所関連1路線の9路線からなる。その他、宝坂変電所と鹿瀬変電所も出資された。

## 関係会社
新潟電力の関係会社には新潟電鉄・新潟電気工業・新潟電化の3社があった。

### 新潟電鉄

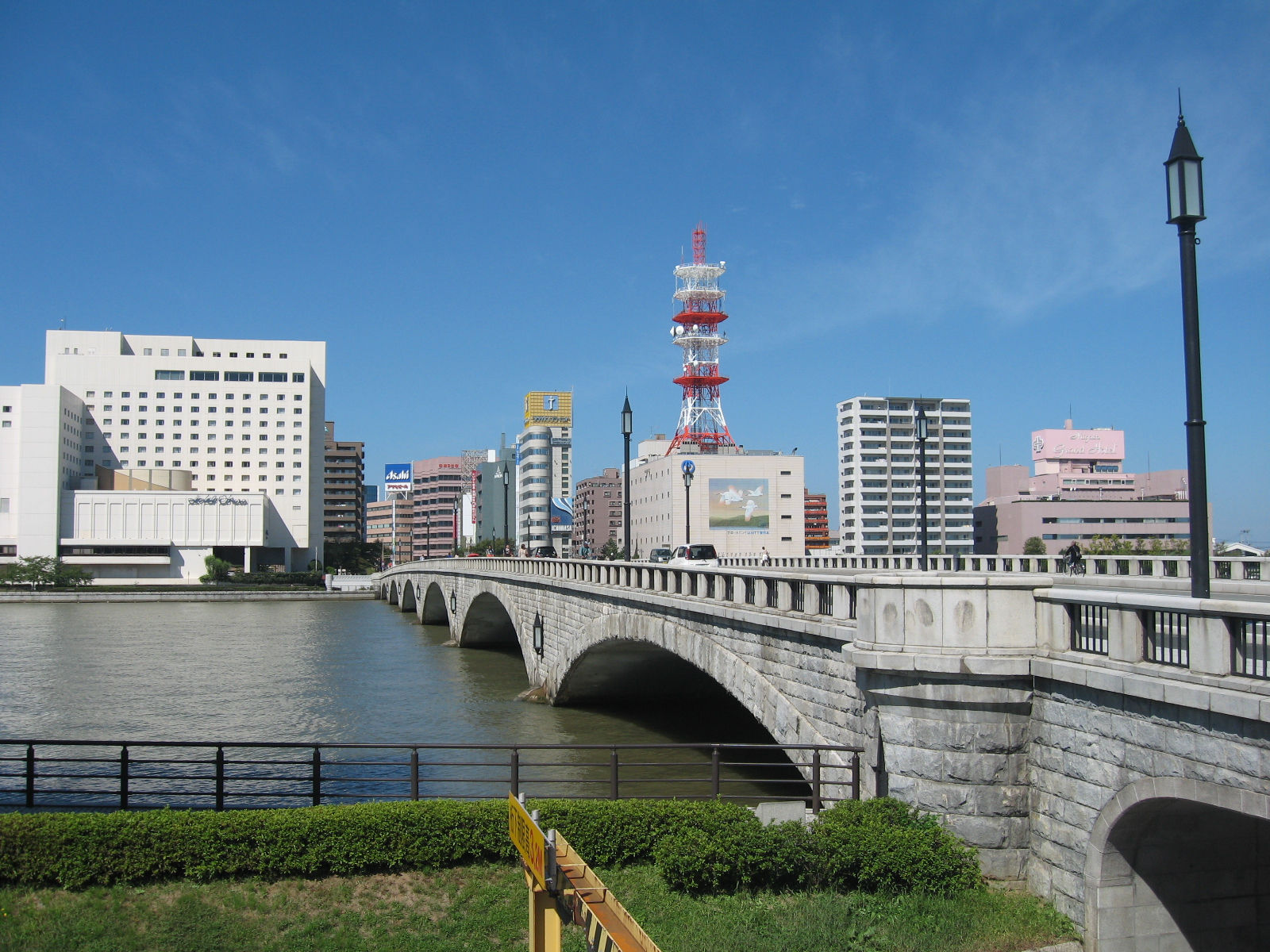
信濃川に架かる萬代橋（2013年）。新潟電鉄は萬代橋に路面電車を敷設する計画を持っていた。

新潟電鉄株式会社は、新潟水力電気専務奥山亀蔵らの発起により中ノ口川沿いに新潟市内白山駅前と西蒲原郡燕町（現・燕市）を結ぶ電気鉄道を敷設すべく1929年6月30日に設立された。当初の社名は「中ノ口電気鉄道株式会社」（1932年6月新潟電鉄へ改称）、資本金は150万円である。設計変更で遅れたが1932年4月より着工し、翌1933年4月北側の東関屋 - 白根間で開業、8月には南側の白根 - 燕間でも開業した。
工事中にあたる1931年6月、新潟電力から新潟市内での軌道敷設権を譲り受けた。これは旧新潟電気が新潟駅前と白山駅前を結ぶ路面電車建設のため許可を得ていたものである。敷設権譲渡は現物出資の形が採られており、中ノ口電気鉄道は40万円を増資して新潟電力に対し後配株を交付している。1933年7月、敷設権引継ぎ区間を一部含む県庁前 - 東関屋間が開通し、当初予定の県庁前 - 燕間の路線が全線完成した。その後萬代橋を挟む新潟駅前 - 県庁前間の路面電車敷設が予定されていたものの着工に至らなかった。
1939年時点では全5万株のうち1万9672株を新潟電力が持った。新潟電力解散後の1943年12月、新潟電鉄はバス事業者の新潟合同自動車と合併し新潟交通株式会社となった。

### 新潟電気工業
余剰電力消化を目的とする関係会社の一つに新潟電気工業株式会社がある。同社は1926年2月1日資本金2万5000円で設立され、新潟市沼垂字上王瀬に工場を設置の上、電気炉による炭化カルシウム（カーバイド）製造を行った。1939年時点では資本金30万円で、全6000株のうち3570株を新潟電力が持った。
1943年、瀬賀金次に株式を買収される。戦後は溶解アセチレンの製造にも進んだが1962年（昭和37年）にカーバイド用電気炉の一部をフェロアロイ（合金鉄）製造に転換する。しかし新潟地震とカーバイド需要減の影響で経営難に陥り、1966年（昭和41年）になって三井物産・第四銀行の支援を受けて新会社・株式会社新潟電工へと移行した。

### 新潟電化
新潟電化株式会社も新潟電気工業同様の電力消化を目的とする関係会社であり、1933年11月13日、資本金10万円で設立された。工場を新潟市山ノ下に構え、電気炉によってフェロアロイ（フェロシリコン・フェロマンガン）の製造にあたった。1939年時点では全2000株のうち760株を新潟電力が持った。
1943年12月、新潟電化の事業は新潟市内でフェロアロイ工場（新潟電気製鉄所）を営む日本鋼管へと買収され、電気炉3基は同社工場へと移設された。

## 人物

### 新潟水力電気時代

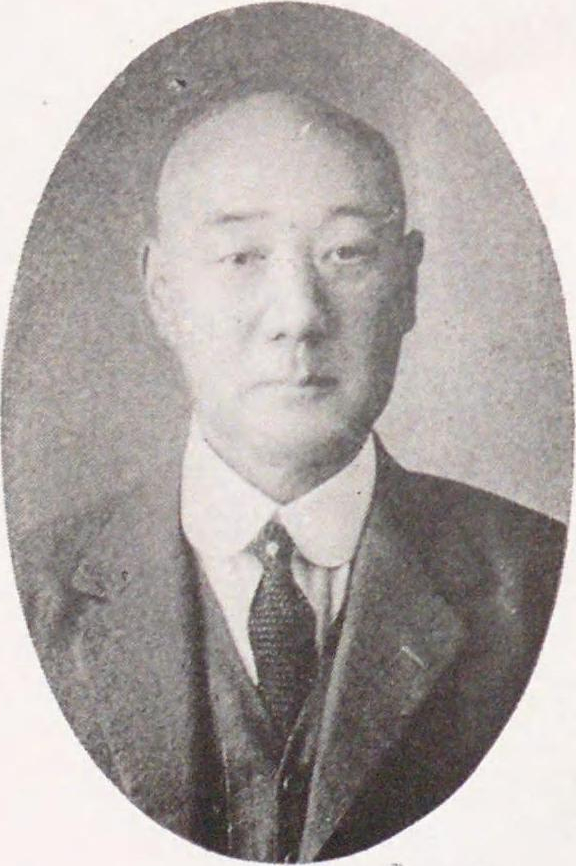
設立時から1930年まで監査役を務めた斎藤喜十郎

新潟水力電気時代、新潟電気との合併直前にあたる1929年下期時点の役員は以下の11名であった。
- 取締役
  - 白勢春三 - 社長。第四銀行（旧新潟銀行）・新潟貯蓄銀行頭取[31]。
  - 白勢量作 - 専務。春三の長男で白勢財閥後継者[66]。
  - 奥山亀蔵 - 常務。元宮城県土木課長[160]。
  - 藤田簡吉 - 新潟市の回漕業者[161]。
  - 平田豊次郎 - 東蒲原郡津川町の農家、新潟県多額納税者[162]。
  - 田巻堅太郎 - 南蒲原郡田上村の農家、新潟県多額納税者[163]。
  - 会津亦質 - 取締役兼総務部長（元支配人）[67]。
- 監査役
  - 斎藤喜十郎 - 倉庫業経営兼新潟銀行（旧新潟商業銀行）頭取、新潟県多額納税者[164]。
  - 竹山正男 - 竹山病院（新潟市）院長[165]。
  - 松木弘 - 新潟市の弁護士・政治家[166]。
  - 中野忠太郎 - 中蒲原郡金津村の実業家（石油採掘業中野興業経営）、中野貫一長男[167]。

なお1929年12月に山県鼎一（新潟電気専務。就任前は東邦電力調度課長）が取締役に補選されている。

### 新潟電力時代
1930年2月に開かれた新潟電気合併の報告総会にて、新潟水力電気時代からの役員は総辞職の上で新役員が選出された。この改選以降、すなわち新潟電力時代の役員は以下の計25名である。
- 取締役
  - 白勢量作 - 副社長のち社長（1936年6月昇格）[67]。解散まで社長在職[4]。
  - 山県鼎一 - 常務のち専務（1936年6月昇格）[67]。解散まで専務在職[4]。常務時代は営業部長兼[67]。
  - 奥山亀蔵 - 1939年6月取締役退任[169]。
  - 藤田簡吉 - 解散まで取締役在職[4]。
  - 田巻堅太郎 - 解散まで取締役在職[4]。
  - 松木弘 - 1936年6月監査役へ異動[67]。
  - 松永安左エ門 - 社長。新潟電気取締役から異動[170]、1936年6月退任[67]。社外では東邦電力社長[171]。
  - 中野四郎太 - 新潟電気専務から異動[170]、解散まで在職[4]。中野平弥四男で新潟合同自動車社長[172]。
  - 中野欽治 - 新潟電気取締役から異動[170]、解散まで在職[4]。中野平弥嫡孫・中野組代表[173]
  - 田代与三久 - 新潟電気取締役から異動[170]、解散まで在職[4]。福島県耶麻郡山都村の実業家[174]。
  - 古島安二 - 新潟電気監査役から異動[170]、解散まで在職[4]。東邦電力社員（社長付）[175]、1930年5月より東邦証券保有取締役[176]。
  - 畑時雄 - 常務。1936年6月就任[67]、解散まで常務在職[4]。社員重役で技術部長から異動[67]。
  - 竹岡陽一 - 1936年6月就任[67]、解散まで在職[4]。東邦電力専務のち社長[171]。
  - 二宮孝順 - 1939年6月就任[169]、解散まで在職[4]。北蒲原郡聖籠村の農家・大地主[177]。
  - 佐藤泰造 - 1940年11月就任[97]（村上水電社長から異動[103]）、解散まで在職[4]。岩船郡関谷村の農家[178]。
- 監査役
  - 竹山正男 - 1934年6月監査役退任[67]。
  - 中野忠太郎 - 1936年6月監査役退任[67]。
  - 会津亦質 - 1941年死去[110]。
  - 飯村俊二 - 新潟電気常務から異動[170]、解散まで在職[4]。中野平弥の女婿[10]。
  - 佐野良太郎 - 新潟電気監査役から異動[170]、1935年3月死去[67]。北蒲原郡中浦村の人物[179]。
  - 高桑確一 - 1930年2月就任[67]、解散まで在職[4]。合同電気常務のち副社長[180]。
  - 井手徳一 - 1934年6月就任[67]、解散まで在職[4]。東邦証券保有社長[181]。
  - 松木弘 - 1936年6月異動[67]、解散まで在職[4]。
  - 片山三男三 - 1936年6月就任[67]、1940年退任[97]。元支配人兼総務部長[67]。
  - 今川幸吉 - 1940年6月就任[97]、1941年退任[3]。元総務部主計課長[67]。
  - 渥美重雄 - 1941年6月就任[3]、解散まで在職[4]。元営業部長[67]。